# 利通区
利通区（りつう-く）は中華人民共和国寧夏回族自治区呉忠市に位置する市轄区。

## 行政区画
- 鎮:金積鎮、金銀灘鎮、高閘鎮、扁担溝鎮、上橋鎮、古城鎮、金星鎮、勝利鎮
- 郷:東塔寺郷、板橋郷、馬蓮渠郷、郭家橋郷